# 蒙塔日区
蒙塔日区（法語：Arrondissement de Montargis），又译蒙达尔纪区，是法国卢瓦雷省所辖的一个区，主要包括该省东部地区。总面积2484.86平方公里，总人口169925，人口密度68人/平方公里（2017年）。主要城镇为蒙塔日、日安等。

## 辖区
蒙塔日区辖有5个县和125个市镇。